# Dziękujemy Ci, Boże, za proroka

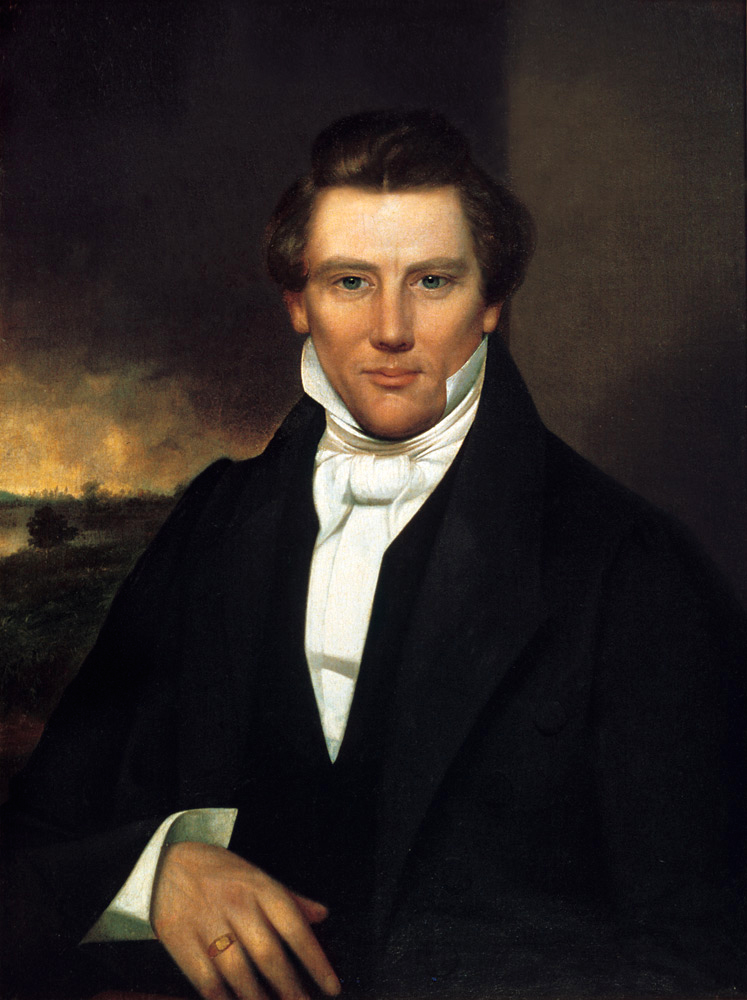
Portret proroka Josepha Smitha ze zbiorów archiwalnych Społeczności Chrystusa

Dziękujemy Ci, Boże, za proroka (ang. We Thank Thee, O God, for a Prophet) – jeden z hymnów religijnych świętych w dniach ostatnich.

## Historia
Hymn został napisany między 1860 a 1863 r. przez świętego w dniach ostatnich, Anglika Williama Fowlera. Melodię do hymnu skomponowała Elizabeth Sarah Norton. Pierwszy raz hymn został opublikowany w 1863 r.

## Wykorzystanie
Tytuł hymnu jest często wykorzystywany jako tytuł lekcji, kazania, czy innych przemówień. Czasami określany jest mianem pieśni przywrócenia.
W Kościele Jezusa Chrystusa Świętych w Dniach Ostatnich hymn ten cieszy się dużą popularnością. Ukazuje się on nieprzerwanie we wszystkich śpiewnikach Kościoła, począwszy od 1863 r. Należy do podstawowych 45 pieśni, które są tłumaczone na języki wszystkich krajów, w których działa Kościół, przez co jest jednym z pierwszych hymnów, które otrzymują święci w dniach ostatnich z obszarów świeżo pozyskanych. W obecnym anglojęzycznym Śpiewniku Kościoła znajduje się pod numerem 19. W polskiej edycji Śpiewnika hymn odnaleźć można na 47 stronie. Uroczyste odśpiewanie hymnu towarzyszy każdej Generalnej Konferencji Kościoła, począwszy od 1863 r. Śpiewany jest także przez lokalne gminy w trakcie spotkań sakramentalnych i innych zebrań Kościoła.
Hymn ten jest równie chętnie śpiewany także przez inne denominacje Świętych w Dniach Ostatnich. W Społeczności Chrystusa towarzyszy on nie tylko coniedzielnym nabożeństwom, ale także większym zjazdom Kościoła. Podczas Światowej Konferencji jest śpiewany przez zgromadzenie w trakcie uroczystego wejścia prezydenta Kościoła do Audytorium. W oficjalnym śpiewniku Społeczności Chrystusa (Hymns of the Saints) znajduje się pod numerem 307.

## Treść
Pierwsza zwrotka hymnu jest dziękczynieniem składanym Bogu przez wiernych za posługę Prezydenta Kościoła. W wierzeniach świętych w dniach ostatnich prezydent jest uważany za współczesnego proroka, za pośrednictwem którego Bóg kieruje swoim Kościołem na Ziemi. Kolejne zwrotki wyrażają wdzięczność Bogu za ochronę, jaką sprawuje nad członkami Kościoła, traktują również o powtórnym przyjściu Chrystusa i wzywają do głoszenia przywróconej ewangelii.
| Oryginalny tekst angielski | Tekst polski |
| 1. We thank Thee, O God, for a Prophet To guide us in these latter days; We thank thee for sending the Gospel To lighten our minds with its rays; We thank thee for every blessing Bestowed by thy bounteous hand; We feel it a pleasure to serve thee, And love to obey thy commands.                            | 1. Dziękujemy Ci, Boże, za proroka, By dla nas przewodnikiem mógł być. Dziękujemy Ci też za ewangelię, Której światło pomaga nam żyć. Za łask dziękujemy Ci mnóstwo, Których każdy z Twych rąk tyle miał. Z radością służymy Ci, Boże, Przestrzegamy przykazań, coś dał.           |
| 2. When dark clouds of trouble hand o'er us, And threaten our peace to destroy, There is Hope smiling brightly before us, And we know that deliv'rance is nigh; We doubt not the Lord nor his goodness, We've proved him in days that are past; The wicked who fight against Zion Will surely be smitten at last. | 2. Kiedy burze kłopotów zagrażają I pokoju dni kończą się już, My z uśmiechem na przyszłość spoglądamy, Bo Zbawiciel i Pan nasz jest tuż. Ufamy dobroci i łasce, Które zawsze okazał nam Bóg. Źli ludzie, co dzisiaj z nim walczą, Kiedyś padną Mu kornie do nóg.                  |
| 3. We'll sing of his goodness and mercy; We'll praise him by day and by night; Rejoice in his glorious Gospel, And bask in its life-giving light; Thus on to eternal perfection The honest and faithful will go; While they who reject this glad message, Shall never such happiness know.                        | 3. Zaśpiewajmy o Bożym miłosierdziu, Wychwalajmy Go w nocy, za dnia. Niech radują się wszyscy ewangelią I niech każdy jej światło dziś ma. Więc chodźmy ku życiu wiecznemu, Wszystkich prawych zwołuje dziś głos. A tych, którzy prawdę odrzucą, Minie kiedyś szczęśliwy nasz los. |